# Frontinellina
Frontinellina is een geslacht van spinnen uit de familie hangmatspinnen (Linyphiidae).

## Soorten
De volgende soorten zijn bij het geslacht ingedeeld:
- Frontinellina dearmata (Kulczyński, 1899)
- Frontinellina frutetorum (C. L. Koch, 1834)
- Frontinellina locketi van Helsdingen, 1970